# Epitola batesi
Epitola batesi är en fjärilsart som beskrevs av Druce 1910. Epitola batesi ingår i släktet Epitola och familjen juvelvingar. Inga underarter finns listade i Catalogue of Life.